# جو دورمان
جو دورمان هو سياسي أمريكي، ولد في 18 سبتمبر 1970 في بربانك في الولايات المتحدة. نشط حزبياً في الحزب الديمقراطي. وقد انتخب عضو مجلس نواب أوكلاهوما ‏.

## وصلات خارجية
- الموقع الرسمي